# Костолом (фильм)
«Костолом» (англ. Mean Machine) — спортивная комедийная драма режиссёра Барри Сколника, снятая по сценарию Трэйси Кинэна Винна «The Longest Yard». Фильм является ремейком картины 1974 года «The Longest Yard».

## Сюжет
Дэнни Миан, бывший игрок сборной Англии по футболу, ушедший из спорта в связи с подозрениями в договорных матчах, посажен в тюрьму за вождение в нетрезвом виде и оскорбления полицейских. После того, как надзиратель избил его друга, Дэн решает создать футбольную команду из заключённых и сыграть с надзирателями матч. У него всё получается, но начальник тюрьмы, наделавший долгов на тотализаторе, ставит крупные деньги на победу надзирателей и угрожает Миану, что если он выиграет, то очень не скоро выйдет из тюрьмы. Дэнни стоит перед трудным выбором. 

## В ролях
| Актёр                 | Роль             |
| --------------------- | ---------------- |
| Винни Джонс           | Дэнни Миан       |
| Дэвид Келли           | Док              |
| Джейсон Стейтем       | Монах            |
| Джейми Сивес          | Чив              |
| Дэнни Дайер           | Билли            |
| Стивен Мартин Уолтерс | Нитро            |
| Рокки Маршалл         | Сигс             |
| Адам Фогерти          | Мышь             |
| Дэвид Хеммингс        | Начальник тюрьмы |
| Ральф Браун           | Бертон           |
| Вас Блэквуд           | Маса             |
| Робби Джи             | Троян            |
| Джефф Белл            | Рэтчетт          |
| Салли Филлипс         | Трейси           |
| Джейсон Флеминг       | Боб              |
| Мартин Уимбуш         | Зет              |
| Дэвид Кропмен         | второй бармен    |
| Омид Джалили          | Радж             |
| Дж. Дж. Коннолли      | букмекер Барри   |
| Стивен Бент           | рефери           |

## Производство
Продюсер Мэтью Вон наткнулся на комедию 1974 года об американском футболе режиссера Роберта Олдрича «Самый длинный ярд». Джонс, известный своей грубой игрой и хулиганством за пределами поля (за что получил среди болельщиков прозвище «Секира»), казался естественным подходящим для главной роли.
Фильм снимался с апреля по июнь 2001 года. Большинство тюремных сцен были сняты в Оксфордском замке, а матч был снят в Уоррене, бывшем домашнем стадионе футбольной команды Идинг.

## Критика
На агрегаторе рецензий Rotten Tomatoes 34% из 56 рецензий критиков положительные, со средней оценкой 4,9 из 10.
В то время как Энтони Скотт из The New York Times написал: «В рецензии на фильм «Самый длинный ярд» 28 лет назад, Нора Сэйр из The New York Times указала на неуклюжесть и насилие, но призналась, что ее развлекали футбольные сцены. Смотря этот ремейк, у меня был противоположный ответ: история в меру увлекательная и развивалась стремительно, но длинный футбольный матч в конце мне сильно наскучил. Возможно, это просто американский шовинизм, а может быть, такой футбол по своей сути менее кинематографичен, чем наш. Но, конечно, не менее жестокий».